# Parker Snyder
Parker Joe Snyder (voorheen Parker Joe Munson) is een personage in de Amerikaanse soapserie As the World Turns. Hij werd van 2004 tot 2006 door Giovani Cimmino gespeeld, en vanaf november 2006 door Mick Hazen.

## Verhaal
Parkers geboorte was totaal veroorzaakt door een weddenschap tussen zijn moeder, Carly Snyder, en z'n tante, Rosanna Cabot. Carly zou 50 miljoen dollar krijgen van Rosanna, als Carly vóór de jaarswisseling tussen 1998 en 1999 een kind wist te krijgen, wiens vader de man was waarmee ze was getrouwd. Toen Parker werd geboren, werd hij geboren als Parker Joe Dixon, zoon van Carly en John Dixon. Alles leek een tijdje goed te gaan, tot John en Carly gingen scheiden en Carly daarop meteen met Brad Snyder trouwde. Later werd bekend dat dit chantage was, omdat Brad wist dat niet John Dixon, maar Hal Munson de vader was van Parker. Hal nam Parker in huis en Carly werd door heel Oakdale gehaat. Na een tijdje trouwde Carly eindelijk met de liefde van haar leven, namelijk Jack Snyder. Parker werd weer teruggeplaatst bij Carly en hij groeide op in een liefdevol gezin.
De eerste schok kwam toen Jack met z'n auto van een brug werd afgeslingerd en vervolgens spoorloos was. Na een tijd werd Jack dood verklaard, maar bij Parker kwamen er andere gevoelens naar boven zetten. Hij was er heilig van overtuigd dat Jack nog leefde en spoorde z'n moeder aan om niet op te geven. Uiteindelijk wist Carly Jack te vinden, maar hij leed aan geheugenverlies en was inmiddels getrouwd met een vrouw genaamd Julia Larrabee. Hoewel Jack z'n best deed om goed met Parker om te gaan, bracht hij ook tijd door met JJ, het zoontje van Julia die hij als z'n eigen zoon was gaan zien. Dit kon Parker maar moeilijk verkroppen. Uiteindelijk kwam alles nog goed. Jack kreeg z'n geheugen terug en na een tijdje trok hij weer in bij Carly, Parker en Sage. De tragische dood van Julia zorgde ervoor dat JJ bij hen kwam wonen, en na wat geruzie ontdekten Parker en JJ dat ze prima met elkaar konden opschieten.
Toen Parker tien jaar was, kreeg hij van z'n ouders te horen dat ze gingen scheiden. Vele ruzies en duscussies hadden ervor gezorgd dat ze al apart leefden, en nu kwam de scheiding erdoorheen. Dit zorgde er al voor dat Parker opstandiger werd dan hij was. Hij bleef bij z'n moeder wonen, samen met JJ en kleine zusje Sage. Meerdere pogingen van hem en JJ om hun ouders te herenigen pakten slecht uit. Een tweede tegenslag kwam toen Parker nieuws kreeg dat z'n vader Hal onverwachts was overleden. Nu was hij niet alleen een paar maanden eerder z'n oudere zus Jennifer Munson verloren, nu was hij ook z'n vader nog kwijt. Ook dit zorgde voor veel problemen bij Parker, en hij raakte meer teruggetrokken.
Toen Parker 13 werd, raakte Carly in een diefstal verwikkeld met haar nieuwe vriend, Simon Frasier. Jack liet de twee uiteindelijk gaan, maar om te zorgen dat ze niet werden opgepakt, vluchtten Carly en Simon de staat uit. Parker moest nu zien te leven met het feit dat z'n moeder weg was en samen met z'n broer en zus trok hij in op de boerderij, waar Jack ook leefde. Jack groeide ondertussen dichter naar Katie Peretti, en Parker accepteerde uiteindelijk dat Katie nu in hun levens was. De maat was voor hem echter vol toen Carly onverwachts terugkwam en verwachtte dat ze zich zo terug in de levens van haar kinderen kon wringen. Waar JJ en Sage dit graag wilden, was Parker afstandelijk en weigerde om z'n moeder toe te laten in z'n leven. Rond deze tijd werd hij ook goeie vrienden met Faith Snyder en Parker ontdekte dat hij goed kon praten met haar en ze werden vrienden. Fait overtuigde hem er ook van dat Carly een moeilijke tijd achter de rug had en dat hij wat minder opstandig moest doen.
Parker wist echter niet of dit wel zo'n slimme keuze was en richtte zich liever op de aankomende bruiloft tussen Jack en Katie. Enkele dagen na de bruiloft krijgen Parker, JJ en Sage echter te horen van Carly en Jack dat Carly ziek is, en ze het rustig aan moet doen. Parker heeft als enige van de kinderen door dat het ernstig is en hoort dat z'n moeder een hersentumor heeft en nog maar enkele maanden heeft te leven. Parker kan maar moeilijk met dit omgaan en weet niet hoe hij dit moet verwerken. Carly is ondertussen bezig met een lijstje van wensen, en één daarvan is dat Jack Parker moet adopteren. In november 2007 gebeurt dit en nu al haar wensen zijn vervuld, slaat bij Carly de paniek toe, die enorm tegen haar dood op ziet. Parker besluit hierdoor z'n meningsverschillen op zij te zetten en z'n moeder zo veel mogelijk te helpen. Hij ziet ondertussen met lede ogen toe hoe deze ziekte ook het huwelijk van Jack en Katie verpest, en de twee steeds verder uit elkaar groeien. Hij regelt daarom dates voor hen, maar die vallen in het water door onverwachtse bezoekjes aan het ziekenhuis van Carly, of Brad, die zelf een oogje heeft op Katie.
Parker krijgt andere ideeën als hij ziet dat Jack juist meer naar Carly groeit, en Jack vraagt haar ten huwelijk, als laatste ding voor haar dood. Bij het altaar bekent Carly echter dat ze geen tumor heeft en dat ze voorlopig nog wel blijft leven. Bij Parker komt alle woede weer naar boven zetten nu hij weet dat z'n moeder hem al die tijd heeft voorgelogen, en opnieuw besluit hij niets meer met haar te maken willen hebben. Hij kan het echter niet laten om zich zorgen over haar te maken wanneer ze in zee gaat met Kit, om de nachtclub Metro op te kopen en te heropenen. Parker vertrouwt Kits vriendje Sam niet helemaal, die wel heel geïnteresseerd lijkt in Carly. Wanneer hij dit aan Kit vertelt, confronteert zij Sam ermee en vertrekt vervolgens uit Oakdale. Sam zweert wraak op zowel Parker als Kit, en Parker waarschuwt Jack dat Sam misschien iets van plan is.
Als Parker die avond naar Metro gaat en bewust een revolver mee draagt, ziet hij hoe z'n moeder op de grond ligt, met Sam bovenop, en haar probeert te verkrachten, Parker trekt het pistool en schiet Sam neer, die later overlijdt. Jack biedt z'n excuses aan bij Parker, omdat hij niet geloofde dat Sam op iets uit zou zijn. Nu staat Parker echter aan de vooravond van een rechtszaak voor het neerschieten en vermoorden van Sam. Wanneer de politie hem ondervraagt, probeert Parker te herinneren hoe hij schoot, een gebeurtenis dat vaag is. Hij wordt verteld dat de tweede kogel fataal was, maar Parker weet niet zo zeker meer of hij dat wel geschoeten had. Op de rechtszaak zelf herinnert hij zich de gebeurtenis precies weer, en dat hij maar één keer had afgevuurd, en niet de tweede kogel afschoot. Hij wordt echter wel door de rechter schuldig verklaard. Enkele seconde later komen Carly en Jack binnen stormen met bewijs dat niet Parker, maar Kit de laatste en fatale kogel afvuurde. De beslissing wordt ongedaan gemaakt en Parker kan terug naar huis, waar z'n ouders inmiddels samen leven om de kinderen een beter leven te geven.

## Familie

### Ouders
- Carly Tenney (moeder)
- Hal Munson (biologische vader; overleden)
- Jack Snyder (adoptievader)

### Huwelijk
- Liberty Ciccone

### Broers/Zussen
- JJ Larabbee Snyder (adoptiebroer)
- Will Munson (halfbroer)
- Adam Munson (halfbroer)
- Sage Snyder (halfzus)
- Jennifer Munson (halfzus, overleden)
- Nikki Munson (halfzus)
- Nora Kasnoff (halfzusje; overleden)

### Verdere Familie
- Ray Tenney (opa, moederzijds; overleden)
- Sheila Washburn (oma, moederzijds; overleden)
- Bert Snyder (adoptief opa, vaderzijds; overleden)
- Dolores Snyder (adoptief oma, moederzijds)
- Brad Snyder (adoptief oom, vaderzijds; overleden)
- Rosanna Cabot (tante, moederzijds)
- Gwen Munson (tante, biologische vaderzijds)
- Molly Conlan (achternicht, moederzijds)
- Johnny Donovan (neefje, vaderzijds)
- Billy Norbeck (neefje, moederzijds; overleden)
- Hallie Jennifer Munson (adoptief nichtje, biologische vaderzijds)